# Майкл Бах (веслувальник)
Майкл Бах (англ. Michael Bach, 25 липня 1960) — американський академічний веслувальник.
Срібний призер Олімпійських Ігор 1984 року в складі розпашної четвірки зі стерновим.